# الظهرة (ريمة)
الظهرة هي إحدى قرى مديرية الجبين بمحافظة ريمة اليمنية، بلغ تعداد سكانها 1185 نسمة حسب الإحصاء الذي جرى عام 2004.